# Macy (Nebraska)
Macy – jednostka osadnicza w Stanach Zjednoczonych, w stanie Nebraska, w hrabstwie Thurston.